# Sarnois
Sarnois é uma comuna francesa na região administrativa de Altos da França, no departamento de Oise. Estende-se por uma área de 5,56 km². Em 2010 a comuna tinha 354 habitantes (densidade: 63,7 hab./km²).